# Brachystelma parviflorum
Brachystelma parviflorum är en oleanderväxtart som först beskrevs av Robert Wight, och fick sitt nu gällande namn av Joseph Dalton Hooker. Brachystelma parviflorum ingår i släktet Brachystelma och familjen oleanderväxter. Inga underarter finns listade i Catalogue of Life.